# Vísperas Griegas
Las Vísperas Griegas (en griego: Νοεμβριανά, «Sucesos de noviembre») es el nombre que reciben los enfrentamientos armados que acontecieron en diciembre (noviembre del calendario juliano entonces vigente en Grecia) entre partidarios del Gobierno realista ateniense y unidades de los Aliados, como consecuencia de las desavenencias políticas que dividían al país respecto a su participación o no en la Primera Guerra Mundial.
El Gobierno griego tuvo desacuerdos con los Aliados desde el comienzo de la guerra mundial. La entrega del fuerte fronterizo de Rupel (Sintikí) en mayo de 1916 a los Imperios Centrales, a un contingente de tropas principalmente búlgaras fue el primer acontecimiento que terminó desembocando en los enfrentamientos de las Vísperas Griegas. Los Aliados temían que existiese algún pacto secreto entre el Gobierno real griego y los Imperios Centrales. Tal acuerdo hubiese amenazado a las divisiones aliadas desplegadas en Macedonia, en torno a Salónica, desde finales de 1915. Los Aliados y el monarca griego Constantino I mantuvieron intensas negociaciones a lo largo del verano de 1916. El rey quería mantener la neutralidad griega en la guerra mundial, posición que favorecía indirectamente a los Imperios Centrales, mientras que los Aliados pretendían que el Ejército griego se desmovilizase y entregase tanto armamento como había cedido a los imperios en Rupel, como aval de que mantendría verdaderamente su neutralidad. Al final del verano, el fracaso de las conversaciones, el avance búlgaro en Macedonia oriental y la orden gubernamental al Ejército griego de que no se opusiese a la marcha de los búlgaros originaron un pronunciamiento militar venizelista de oficiales de Salónica favorable a los Aliados. El anterior primer ministro Eleftherios Venizelos, que había simpatizado con estos desde el principio de la contienda, instaló un Gobierno provisional en el norte de Grecia. Comenzó además a organizar un ejército para expulsar a Bulgaria de los territorios de los que se había apoderado hasta entonces, lo que polarizó la política griega.
La inclusión de tropas griegas entre las aliadas y la división de Grecia como consecuencia de la proclamación del Gobierno rival de Salónica desató una serie de protestas contra los Aliados en Atenas. A finales de octubre de 1916, estos y el rey Constantino alcanzaron por fin un acuerdo, secreto, pero los consejeros militares del soberano le obligaron a renunciar a él. Para imponer sus deseos, los Aliados desembarcaron un pequeño continente de tropas en la capital griega el 18 de noviembrejul./ 1 de diciembre de 1916greg.. Este chocó con los partidarios del rey y se produjeron una serie de combates, que concluyeron con la tregua que se acordó a final del día. Al día siguiente de que los Aliados evacuaran Atenas, una muchedumbre partidaria del rey recorrió la ciudad, persiguiendo a los seguidores de Venizelos. Los disturbios se prolongaron tres días y recibieron el nombre de «Vísperas Griegas» (Noemvriana en griego, por suceder en noviembre según el calendario vigente entonces, el juliano). El suceso originó una gran división entre los partidarios del rey y los de Venizelos, que supuso un preludio del posterior cisma nacional.
Los Aliados decidieron derrocar a Constantino tras las «Vísperas» e implantaron un bloqueo naval de las regiones aún obedientes al Gobierno de Atenas. Tras la abdicación del rey el 15 de junio de 1917, el país volvió a quedar unido bajo el nuevo soberano, Alejandro, hijo de Constantino, y el Gobierno de Venizelos. Además, entró finalmente en guerra del lado aliado. En 1918, la contribución del Ejército griego permitió a los Aliados gozar de superioridad frente al enemigo en el frente macedonio. Los Aliados vencieron a los Imperios Centrales en este frente en el otoño de ese año, liberaron Serbia y contribuyeron a poner fin a la guerra gracias a las victorias en los Balcanes.

## Antecedentes

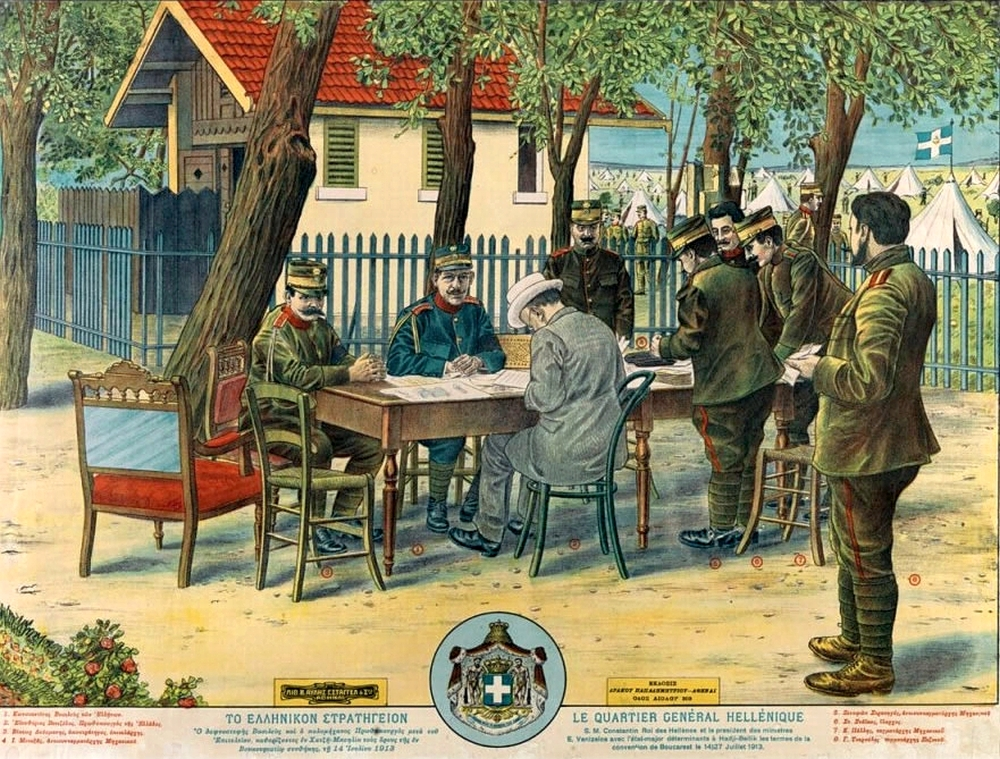
Constantino reunido con el primer ministro Eleftherios Venizelos y miembros del Estado Mayor griego en vísperas de la firma del Tratado de Bucarest que puso fin a las guerras balcánicas.

Grecia se contó entre los vencedores de las guerras balcánicas de 1912-1913, y como consecuencia casi duplicó su territorio. La inestabilidad política internacional de comienzos del siglo XX, sin embargo, suponía un inconveniente para el país. El Imperio otomano no reconocía la soberanía griega de las islas que esta había conquistado durante las guerras balcánicas y deseaba recuperarlas. En el norte, Bulgaria, vencida en la segunda guerra balcánica, buscaba cómo obtener la revancha de Grecia y Serbia, que la habían derrotado. El asesinato del archiduque Francisco Fernando de Austria en Sarajevo desencadenó la declaración de guerra de Austria-Hungría a Serbia. Debido a las alianzas de estos dos países, el conflicto se transformó en guerra mundial, cuando los coligados de uno y otro (los Imperios Centrales y la Triple Entente) se declararon la guerra mutuamente.
Grecia, al igual que Bulgaria, se mantuvo neutral cuando el conflicto mundial. Los mandatarios griegos, no obstante, estaban divididos entre los que, como el primer ministro Eleftherios Venizelos, se inclinaban hacia la Entente y los que, como el rey —cuya educación era alemana y que se había casado con la hermana del káiser Guillermo II de Alemania, Sofía de Prusia—, preferían a los Imperios Centrales. El rey admiraba el poderío militar prusiano y creía que el káiser obtendría pronto la victoria; deseaba mantener la neutralidad griega, situación que favorecía en realidad a los Imperios Centrales.
A principios de 1915, el Reino Unido le ofreció a Grecia concesiones en Asia Menor a cambio de participar en la inminente campaña de Galípoli. Venizelos era favorable a ello, pero no así el rey ni sus consejeros militares. Decepcionado por la oposición del soberano, Venizelos dimitió el 21 de febrero de 1915. Varios meses después, en junio, el Partido Liberal de Venizelos ganó las elecciones y formó un nuevo Gobierno. Cuando Bulgaria comenzó a prepararse en septiembre para atacar a Serbia, Venizelos ordenó la movilización del Ejército y solicitó un ejército anglo-francés para defender Salónica y ayudar a los serbios. Las unidades aliadas, al mando del general francés Maurice Sarrail, comenzaron a desembarcar en territorio griego el 5 de octubre y se acuartelaron junto a Salónica. El Parlamento griego aprobó una cuestión de confianza a Venizelos y respaldó la ayuda a Serbia, pero el rey, de forma inconstitucional, destituyó a este y disolvió las Cortes. Este acto agudizó las desavenencias entre el rey y sus partidarios, por una parte, y Venizelos, por la otra. Los liberales optaron por no participar en las elecciones de diciembre de 1915.

## Causas

### Entrega del fuerte Rupel

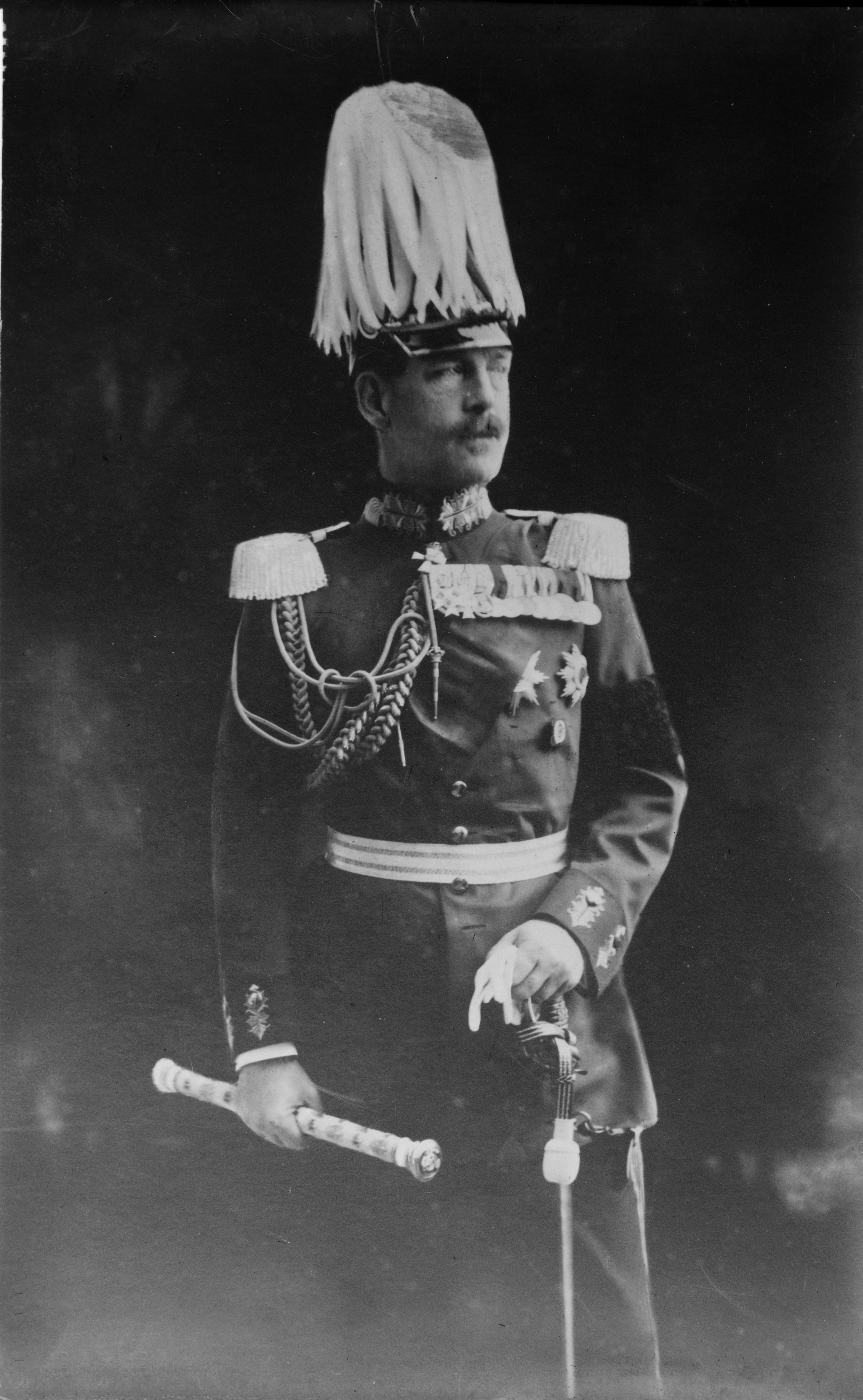
El rey Constantino I vestido con el uniforme de mariscal de campo alemán. Su simpatía por Alemania le hizo defender la neutralidad griega en la guerra mundial.

El 9 de mayo de 1916, el jefe del Estado Mayor de los Imperio Centrales, Erich von Falkenhayn, informó a Atenas del inminente avance de sus fuerzas hacia el sur. El Gobierno griego respondió quitando importancia a las operaciones del general francés Sarrail y solicitando a Von Falkenhayn que cambiase de estrategia. El 23 del mes, Von Falkenhayn garantizó la integridad territorial griega y los derechos de los ciudadanos griegos. Tres días más tarde y a pesar de la protesta oficial griega, veinticinco mil búlgaros y acompañados de cablaeería alemana penetraron en territorio griego. La guarnición del fuerte Rupel se rindieron a los invasores. El alto mando alemán estaba inquieto por la actividad de Sarrail en Grecia, por lo que Von Falkenhayn había decidido ocupar ciertos puntos estratégicos griegos, entre ellos el fuerte Rupel. Pese a las promesas de Von Falkenhayn, las unidades búlgaras comenzaron de inmediato a concentrar a la población griega en las ciudades de Serres, Drama y Kavala. Aunque los alemanes lograron limitar las ansias expansionistas búlgaras, no pudieron evitar que los búlgaros se apoderasen de Kavala el 4 de septiembre.

### Reacción Venizelos y de los Aliados
La rendición del fuerte Rupel hizo creer a los Aliados que la invasión búlgaro-alemana se había producido con la connivencia del Gobierno griego, ya que este les había asegurado anteriormente que los búlgaros no invadirían el país. Vieron en la invasión enemiga una infracción ed la neutralidad griega y un peligro para el equilibrio militar en los Balcanes. La prensa de los países aliados, en especial la francesa, exigió una reacción militar inmediata contra Grecia para proteger a las fuerzas de la Entente que se hallaban en Macedonia. Para Venizelos y sus partidarios, la entrega del fuerte Rupel suponía la pérdida de la Macedonia griega. El 29 de mayo, Venizelos propuso a sir Francis Elliot (principal representante diplomático británico en Atenas) y a Jean Guillemin (su homólogo francés) que él y el general Panagiotis Danglis creasen una Gobierno rival al ateniense en Salónica, con el fin de animar la resistencia militar a la penetración búlgara en Grecia. Venizelos prometió que el ejército fiel a su nuevo Gobierno respetaría al rey y a la familia real. Según el informe remitido por Elliot, Venizelos espera que «el éxito de su acto y la presión de la insistencia de la opinión pública convenciese finalmente a su majestad» de cambiar de actitud. La sugerencia de Venizelos fue aceptada por los franceses, pero no no por los británicos, lo que obligó a Venizelos a arrumbar el proyecto.
El 9 de junio los Aliados celebraron una conferencia en Londres para estudiar las razones de la entrega del fuerte Rupel al enemigo y las posibles acciones para lograr la desmovilización del Ejército y la Armada griegos. El rey Constantino previó el resultado de la reunión aliada y el 8 de junio ordenó la desmovilización parcial del Ejército. Pese a ello, la tensión entre el Gobierno griego y los Aliados persistió; estos acusaban a aquel de tolerar «actividades antialiadas» en la capital. Entre el 12 y el 13 de junio, una multitud destrozó las sedes de varios periódicos venizelistas (Nea Ellas, Patris, Ethnos y Estia). La muchedumbre se acercó a la embajada británica sin que la policía lo impidiese. Este suceso permitió que los franceses persuadiesen a los británicos de la necesidad de emplear métodos drásticos contra el Gobierno griego. El 17 de junio, la conferencia interaliada de Londres decidió que «era totalmente indispensable hacer algo para que el rey de Grecia y su Gobierno recuperasen la cordura».

### Golpe militar de Salónica

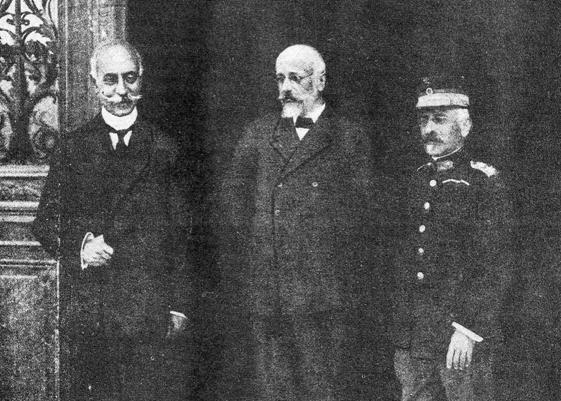
El «triunvirato de la Defensa Nacional», de izquierda a derecha: el almirante Kunturiotis, Venizelos, y el general Danglis

El 27 de agosto de 1916, durante una manifestación en Atenas, Venizelos explicó sus críticas a la política del rey. Afirmó que este era víctima de sus asesores, que pretendían anular los logros de la «revolución de Goudi». Además, en su arenga, Venizelos solicitó al rey que adoptase una actitud benevolente y verdaderamente neutral. Acabó el discurso afirmando que si su propuesta no fructificaba, tenía otros medios de «evitar que el país se sumiese en la catástrofe total». Por su parte, el rey se negó a todo pacto y rehusó incluso reunirse con una delegación que le envió Venizelos.
Dos días después, oficiales del Ejército leales a Venizelos dieron un pronunciamiento en Salónica y proclamaron la instauración del «Gobierno provisional de Defensa Nacional». Pese a que este contó con el respaldo de los militares, ni Venizelos ni los Aliados reconocieron al principio su legitimidad. Venizelos criticó la acción de los oficiales, indicando que, si no lograba el apoyo de los Aliados, el movimiento que habían iniciado se desintegraría rápidamente. En todo caso, la proclamación del nuevo Gobierno suscitó que se agudizasen las diferencias entre los partidarios del rey y los venizelistas. Al nuevo Gobierno lo obedecían el norte de Grecia, Creta y las islas del Egeo. En general, los territorios anexados tras las guerras balcánicas era partidarias de Venizelos, al contrario que los antiguos territorios del reino, que eran fundamentalmente partidarias del monarca. Venizelos, el almirante Pavlos Kunturiotis y el general Panagiotis Danglis formaron un triunvirato al frente del Gobierno provisional y el 9 de octubre de instalaron en Salónica. Dieron orden a las tropas leales de participar en las operaciones militares aliadas, algo a lo que se había negado el Gobierno ateniense. Según un diplomático británico:

El acto del Sr. Venizelos no solo a reavivado eĺ ánimo de los promotores del movimiento aquí [en Salónica], sino que ha hecho que se multipliquen los voluntarios de Macedonia en la que, como informé, hasta ahora existía escaso entusiasmo... El Comité de la Defensa nacional debe de tener ya unos veinte mil soldados a sus órdenes.

Desde el principio, Venizelos siguió pidiendo al rey que se uniese a los esfuerzos conjuntos para liberar Macedonia. Escribió:

[...] Creo que la orientación política del movimiento es clarísima. Queremos organizar un ejército para recuperar [...] los territorio ocupados por nuestro odiado enemigo y cumplir con las obligaciones que nos impone el tratado con Serbia, eliminando así el estigma que afea el rostro de la nación. Tras esto, y naturalmente cuando concluya la guerra, solicitaremos la reunión de una asamblea [national], no para cambiar la estructura del Estado ni la dinastía, ni para eliminar las prerrogativas de la Corona que establece las Constitución, sino para aclararlas, elucidarlas y salvaguardarlas todo lo posible de manera que ningún rey en el futuro pueda afirmar a los representantes de la soberanía popular que en los grandes asuntos nacionales hace bien en soslayar los deseos del pueblo e imponer su opinión porque se considera responsable ante Dios.

Su moderación no convencía a numerosos ciudadanos, incluso entre sus propios seguidores. Tan solo a finales de 1916 y tras las Vísperas Griegas se avino a imponer una solución radical al estancamiento político en el que se hallaba el país.

## Acuerdo Constantino-Bénazet

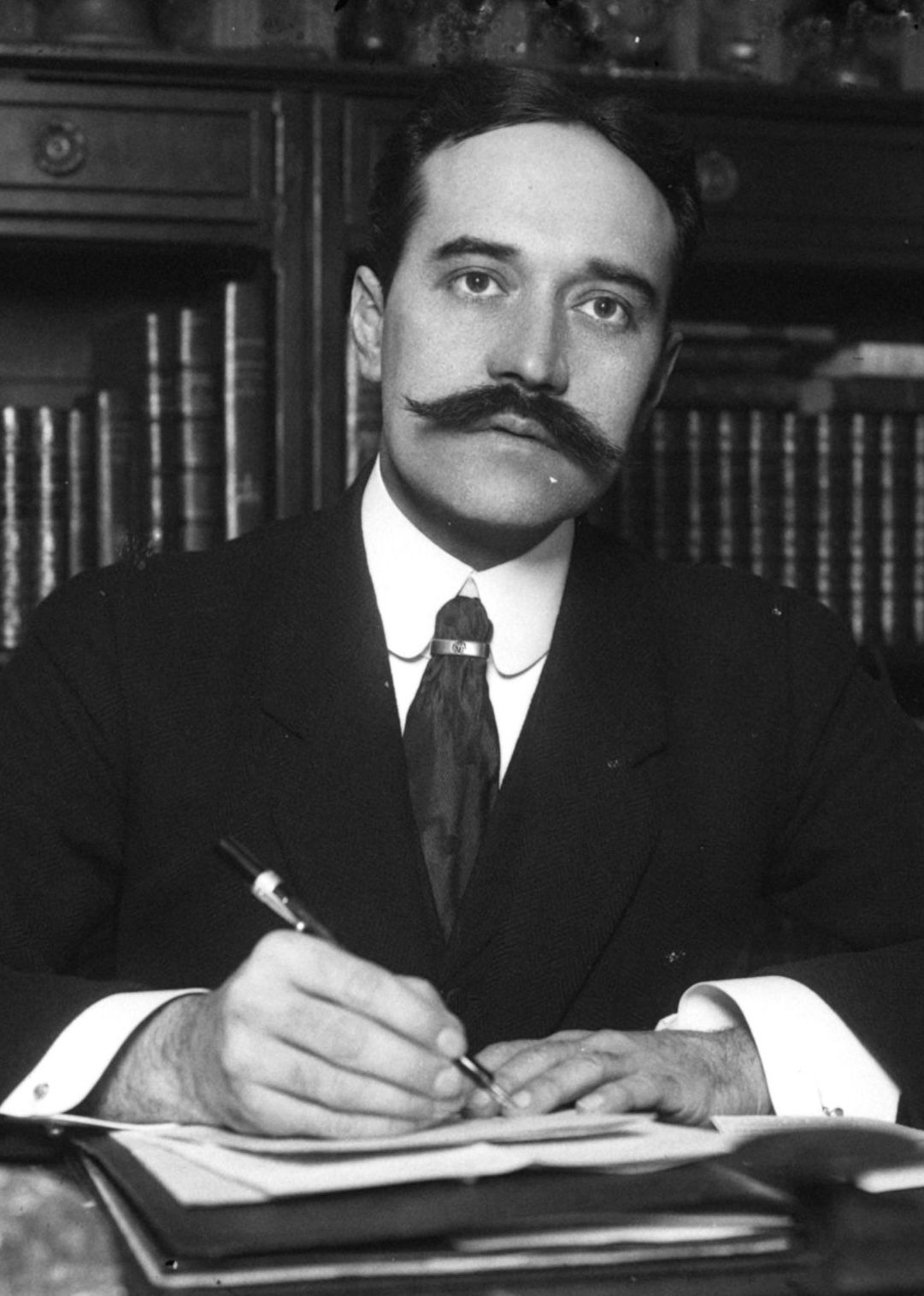
El político francés Paul Bénazet, que alcanzó un efímero acuerdo con el rey Constantino I de Grecia para resolver las desavenencias entre Grecia y la Triple Entente.

Tras la creación del Gobierno provisional de Salónica se redoblaron los contactos entre el rey Constantino y los Aliados. Estos deseaban que continuase la desmovilización del Ejército griego y las unidades griegas se retirasen de Salónica para eliminar toda amenaza a las fuerzas que tenían destinadas en Macedonia. Por su parte, el rey deseaba que los Aliados le garantizasen que no reconocerían ni apoyarían al Gobierno de Venizelos y que respetarían tanto la integridad territorial griega como la neutralidad del país. Tras varios contactos infructuosos, el rey aceptó algunas de las exigencias aliadas inopinadamente el 23 de octubre, entre ellas la retirada del ejército de Tesalia. Además, se avino a entregar material bélico y la Armada griega. A cambio, el monarca solicitó al diputado francés Paul Bénazet que no se comunicase este pacto secreto a los Imperios Centrales. Para no levantar las sospechas de estos, la entrega del armamento debía parecer obligada y debida a una reclamación de la Entente.
En consecuencia, el 3 de noviembre, el vicealmirante francés Du Fournet, jefe de la flota aliada del Mediterráneo, exigió la entrega de los navíos de guerra griegos de menor tonelaje —por entonces en puerto— y del arsenal naval griego en Salamina, justificándose para ello con el hundimiento de dos mercantes griegos por submarinos alemanes y aplicando en realidad el acuerdo secreto con el rey. El aumento de la tensión entre Atenas y Salónica por la inminente expansión del territorio que dominaba el segundo y la oposición de la camarilla real desbarataron el acuerdo entre el soberano y Bénazet. Por ello, el Gobierno griego rechazó las «exigencias» de Du Fournet el día 6; pese a ello el 8 Du Fournet se apoderó de los barcos cuya entrega había exigido y ocupó el arsenal, desoyendo las protestas griegas. Los Aliados se llevaron treinta barcos de poco tonelaje. Tres semanas después, los franceses ocuparon completamente la base naval de Salamina y comenzaron a emplear los barcos griegos con tripulaciones francesas.
El pacto entre Constantino y Bénazet quedó pronto desbaratado, tanto por los preparativos bélicos de Venizelos como por la oposición de los militares de Atenas al desarme griego, que tampoco el rey aprobaba. Ni los Aliados ni algunos de los seguidores de Venizelos en la capital griega vieron con buenos ojos la operación de este en Katerini, localidad macedonia fronteriza con Tesalia arrebatada a las fuerzas fieles al rey tras unas escaramuzas. En respuesta a las críticas, Venizelos escribió a A. Diamandidis:

Lamentó muchísimo que nuestro avance en Katerini haya disgustado a los extranjeros [los Aliados] y desatado las críticas de nuestros amigos allí. Pero estos deben permitirme señalar que sufren de conservadurismo incurable que, si nos hubiese afectado a nosotros, habría marchitado el movimiento y lo habría privado de toda vida. En lo que se refiere a los extranjeros, de cuyo afecto no dudo, es natural que piensen solo en sus dificultades y no hagan caso de las nuestras.

El avance de las fuerzas venizelistas no había sido en realidad un intento de socavar el acuerdo entre el rey y Bénazet, ya que se había previsto mucho antes de que este se pactase. El fracaso del acuerdo se debió a las actividades de parte del Gobierno de Atenas para debilitar y paralizar a su rival de Salónica.

## Últimas negociaciones diplomáticas antes de los sucesos de noviembre

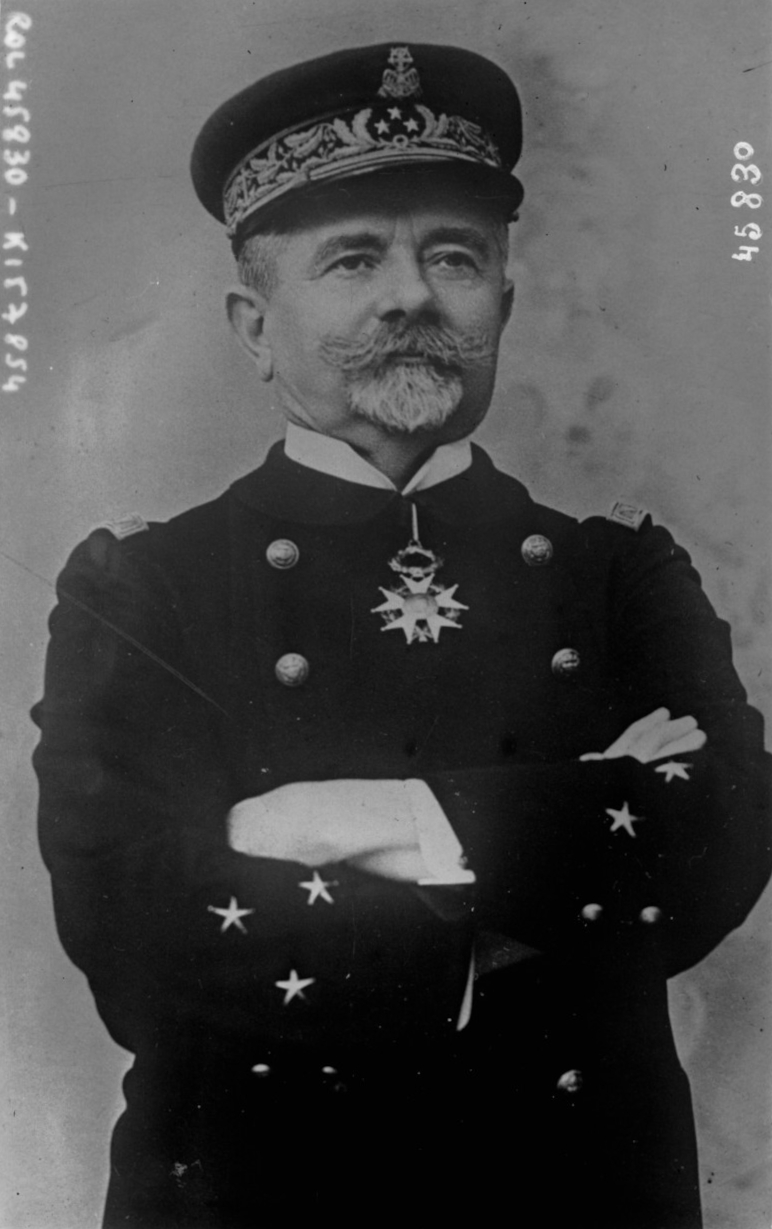
El vicealmirante francés Louis Dartige du Fournet.

El apresamiento de los barcos griegos por los Aliados, el avance de Katerini y las infracciones franco-británicas de la integridad territorial griega ofendieron el orgullo nacional de parte de los antiguos territorios del reino y reforzaron la figura del rey. Este se negó a cumplir con el pacto secreto que había suscrito con Bénazet y a los soldados que se presentaron voluntarios para luchar contra la ocupación búlgara se los acusó de deserción y colusión con los rebeldes. Un grupo creciente de oficiales de baja graduación encabezado por Ioannis Metaxás y Sofoklis Dousmanis se aprestó a oponerse al desarme y negar toda colaboración a los Aliados.
Los esfuerzos por encontrar una solución diplomática al conflicto fracasaron, pese a que la presión aliada al Gobierno ateniense crecía. Con el objetivo de lograr el desarme de las fuerzas griegas, Du Fournet exigió el 16 de noviembre la entrega de cierto armamento pesado. Como gesto de buena voluntad, el Gobierno griego debía entregar de inmediato diez baterías de montaña en menos de una semana. El 22 del Gobierno griego rechazó el ultimátum, que el vicealmirante francés repitió el día 24. Du Fournet tenía órdenes de no emplear la fuerza para apoderarse de las baterías cuya entrega exigía. El vicealmirante hizo un último intento de convencer al rey para que aceptase las exigencias francesas; le advirtió de que desembarcaría tropas y ocuparía algunos puntos estratégicos de la capital hasta que el Gobierno accediese a sus deseos. El monarca le respondió que tanto la población como el Ejército estaban en contra del desarme y se limitó a prometer al vicealmirante que las fuerzas griegas no atacarían a las aliadas.
Aunque la situación era grave, ni el Gobierno ni los Aliados se esforzaron realmente por resolver la crisis mediante la diplomacia. El 29 de noviembre, el Gobierno rechazó el ultimátum de los Aliados y comenzó a aprestarse a oponerse por las armas a toda maniobra de estos. El 30 de noviembre, unidades militares y de reservistas (epistratoi) de la comarca de la capital se habían reunido en Atenas (unos veinte mil hombres en total) y ocupado puntos estratégicos de la ciudad; tenían orden de no disparar a menos de que fuesen atacados. Los jefes militares aliados evaluaron erróneamente la situación: sin contar con el orgullo patriótico griego y la decisión de los partidarios del rey, se convencieron de que la demostración de fuerza no era más un gesto vano. Creyeron, incluido Du Fournet, que, ante la superioridad militar aliada, los griegos se apresurarían a entregarles la artillería que les habían reclamado.

### Los combates en Atenas

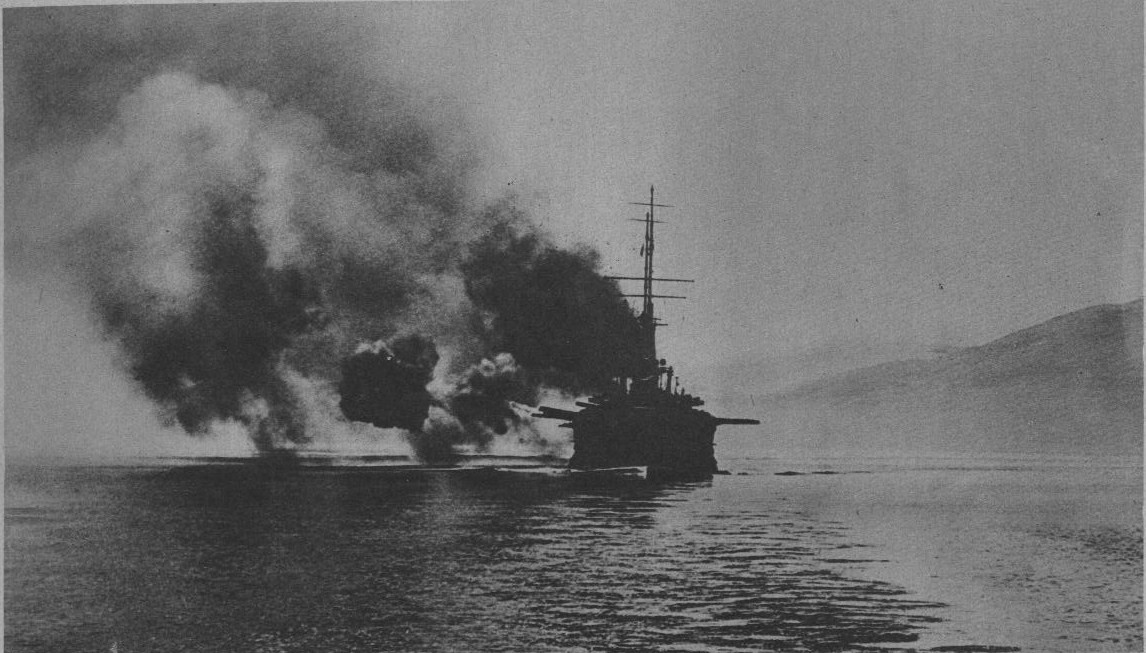
El buque de guerra francés Mirabeau bombardeando Atenas durante las Vísperas Griegas.

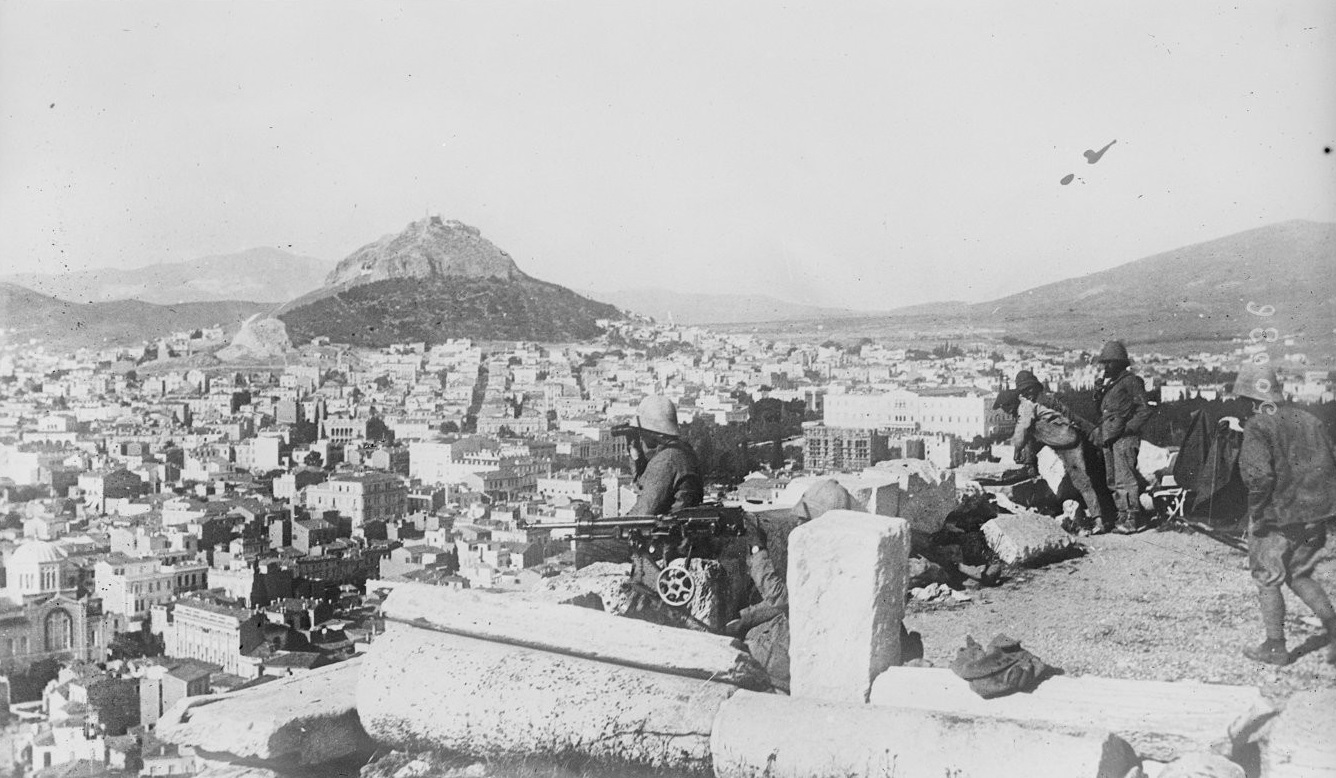
Soldados franceses con una ametralladora en Atenas.

En la madrugada del 18 de noviembrejul./ 1 de diciembre de 1916greg., tres mil infantes de marina aliados desembarcaron en El Pireo y se dirigieron hacia Atenas. Cuando alcanzaron las posiciones que se les habían asignado, se encontraron que las ocupaban soldados griegos. Durante más de dos horas, las dos fuerzas se limitaron a observarse mutuamente; luego un disparo de origen desconocido desató el enfrentamiento entre ellas. Cada bando acusó al otro de haber desencadenado el choque. Cuando los combates se extendieron por la ciudad, el rey solicitó una tregua para resolver la crisis. Du Fournet, que contaba con escasas fuerzas, no estaba en situación de quebrar la inesperada resistencia de los griegos; escaso de abastos, se apresuró a aceptar la propuesta real. Antes de que se pudiese llegar a un acuerdo, sin embargo, los combates se reanudaron. La batería griega apostada en la colina de Arditos disparó varias veces contra la entrada del Zappeion, donde el vicealmirante francés había fijado su cuartel general. La escuadra aliada venida de Fáliro bombardeó diversos puntos de la ciudad como represalia, principalmente en torno al Estadio Panathinaikó y al palacio real. No obstante, pronto se reanudaron las conversaciones entre las dos partes y se llegó a un acuerdo. El rey se comprometió a entregar seis baterías que se hallaban camufladas en la montaña, en vez de las diez que habían reclamado los Aliados. A media tarde, los combates en la ciudad habían cesado. Los Aliados habían sufrido ciento noventa y cuatro bajas entre muertos y heridos; los griegos, ochenta y dos tan solo entre los militares. En la madrugada del 2 de diciembre, el contingente aliado se retiró de la capital griega.
El papel de los venizelistas en los sucesos es muy controvertido, ya que no coinciden ni los testimonios de los testigos ni las interpretaciones de los historiadores. El vicealmirante Louis Dartige du Fournet escribió que los venizelistas colaboraron con los Aliados y atacaron a algunas unidades del Ejército fieles al rey. Según el militar francés, la participación de los venizelistas fue tan relevante que en realidad los choques suponían un enfrentamiento civil entre griegos. Los venizelistas continuaron combatiendo un día más tras la marcha de los infantes aliados antes de capitular ante las fuerzas reales. Estas afirmaron haber descubierto grandes cantidades de armas y munición en manos de los venizelistas, guardadas en cajas del Ejército francés. Los venizelistas detenidos fueron asaltados por una multitud hostil de la que la escolta militar tuvo que protegerlos para evitar su linchamiento, según algunas fuentes. Otras, por el contrario, niegan que los venizelistas cooperasen con los Aliados: Pavlos Karolidis, un historiador contemporáneo y favorable al rey, afirma que los venizelistas no atacaron a sus compatriotas y que las únicas armas que se encontraron en los registros de los más destacados venizelistas fueron simples cuchillos.

### Días siguientes a los combates
Las autoridades, utilizando como justificación los sucesos, acusaron a los venizelistas de haberse rebelado con la colaboración de las tropas aliadas y, con la ayuda de los reservistas, llevaron a cabo una serie de detenciones y de represalias contra aquellos. La operación la coordinaron dos generales; el general K. Kallaris aportó tropas del distrito militar ateniense y el general A. Papoulas (que luego dirigió la expedición griega a Asia Menor) contribuyó con soldados de la «defensa activa». Pronto las tropas se desmandaron y extendieron el terror; los desmanes alarmaron incluso a algunos sectores conservadores, como el periódico Politiki Epitheorisis (en griego: Πολιτική Επιθεώρηση, Análisis político) que, si bien al comienzo había solicitado que se «hiciese justicia» y se «aplastase, si bien con mesura, la abominable conspiración» y se purgase a todos los seguidores del «archiconspirador de Salónica [Venizelos]», acabó por pedir «prudencia» a los realistas. Durante los tres días siguientes, se saquearon casas y comercios de los venizelistas y treinta y cinco personas fueron asesinadas. Chester afirma que la mayoría de los muertos eran refugiados de Asia Menor. Varios cientos de personas fueron detenidas y encerradas en régimen de aislamiento. Karolidis tacha el apresamiento de algunos venizelistas destacados, como el de Emmanuel Benakis (alcalde de Atenas), de vergonzoso. Algunos autores afirman que Benakis no solo fue detenido, sino también maltratado durante su encarcelamiento. Seligman indica que se les puso en libertad cuarenta y cinco días después, únicamente merced a la cláusula del ultimátum aliado que exigía su liberación y que el Gobierno ateniense aceptó el 16 de enero. Otros autores dan una visión distinta de los acontecimientos: Abbot, por ejemplo, afirma que, aprovechando la retirada de las tropas Aliadas, muchos de sus espías y agitadores («criminales» y «colaboracionistas») escaparon de la capital griega tras «sembrar el terror en ella durante casi un año». Estos sucesos determinaron el relevo del vicealmirante Dartige du Fournet.

## Conclusiones

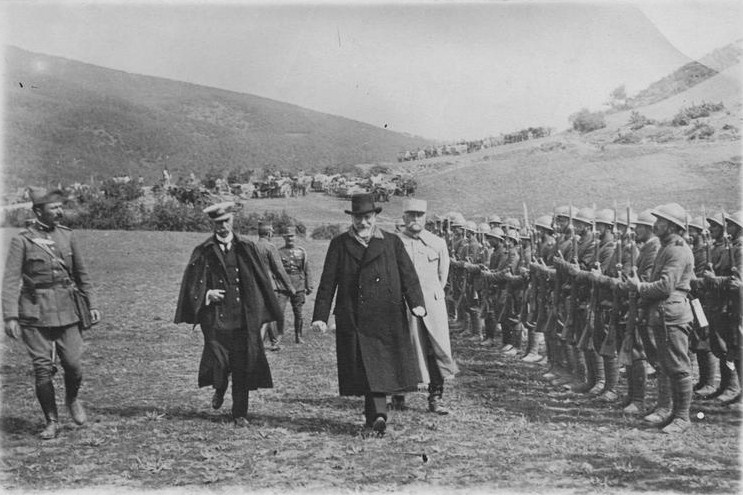
Venizelos pasa revista a tropas griegas en el frente macedonio, en 1918. Le acompañan en almirante Pavlos Kunturiotis (izquierda) y el general francés Maurice Sarrail.

En Grecia estos acontecimientos recibieron el nombre de «sucesos de noviembre» (Noemvriana) ya que, según el calendario juliano por entonces vigente en el país, tuvieron lugar en ese mes; fueron la culminación del cisma nacional.

### Situación política en Grecia y en Europa
El Reino Unido y Francia reconocieron oficialmente al Gobierno de Venizelos como único legítimo de Grecia el 19 de noviembrejul./ 2 de diciembre de 1916greg., lo que determinó la división en dos del país. El Gobierno venizelista declaró la guerra a los Imperios Centrales el 24 de noviembrejul./ 7 de diciembre de 1916greg.. Como consecuencia, se emitió enseguida una orden de detención de Venizelos y el arzobispo de Atenas, instado por la Casa Real, proclamó el anatema del primer ministro.
El primer ministro francés Aristide Briand, uno de los principales partidarios de pactar con Constantino y reconciliar a los dos Gobiernos griegos rivales, se vio en peligro de perder el poder por los acontecimientos griegos y tuvo que remozar el gabinete. En el Reino Unido, el primer ministro H. H. Asquith y el ministro de Asuntos Exteriores Edward Grey dimitieron y dejaron sus cargos a Lloyd George y Arthur Balfour, respectivamente. En cambio en el Gobierno británico resultó especialmente importante para Grecia, ya que Lloyd George era un conocido filoheleno, admirador de Venizelos y estaba empeñado en resolver la llamada «Cuestión Oriental».
La caída de los Romanov en Rusia (el zar había rechazado el derrocamiento de Constantino), facilitó el que Francia y el Reino Unido tomasen medidas más drásticas con el soberano griego. En junio decidieron emplear sus derechos como «potencias protectoras» del país para declarar que la defensas de la democracia constitucional griega exigía la abdicación del rey, que solicitaron. Constantino lo aceptó y el 15 de junio de 1917 partió al exilio; su hijo Alejandro, al que se consideraba cercano a los Aliados, subió al trono, en lugar de su hermano mayor y heredero, Jorge. Al exilio del rey le siguió la deportación de muchos de sus más destacados partidarios, en especial de oficiales del Ejército como Ioannis Metaxas, que fueron enviados a Francia e Italia.

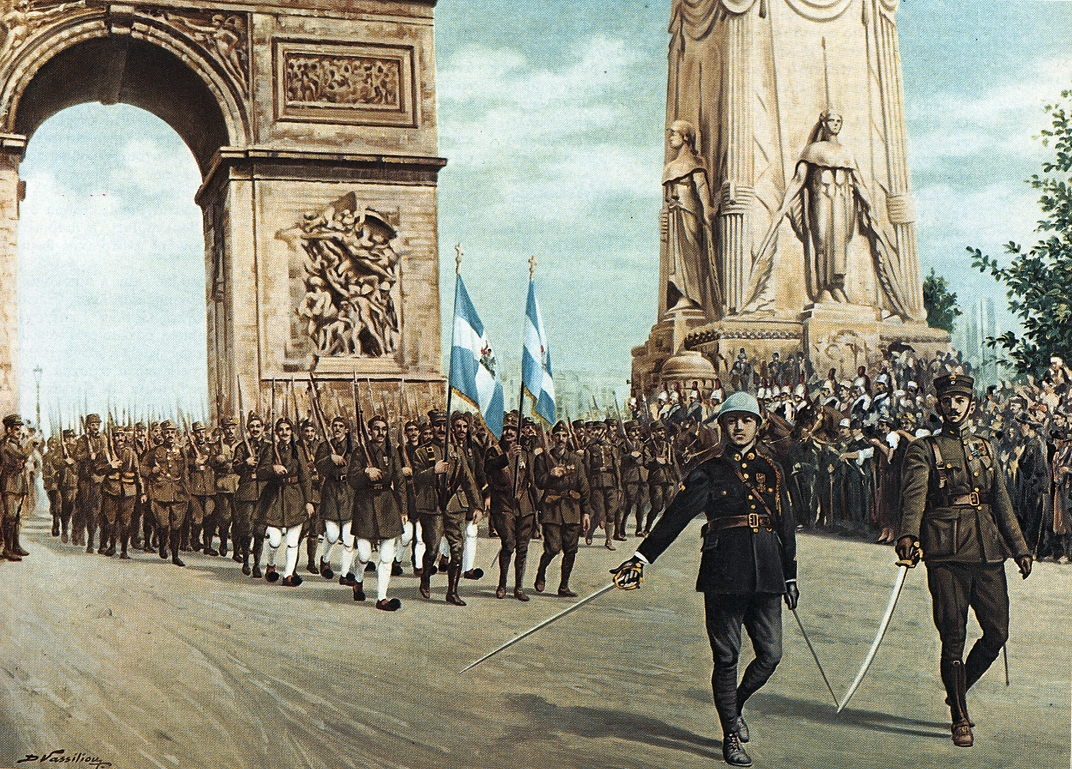
Cuadro que muestra tropas griegas participando en el desfile de la victoria en París, junto al Arco de Triunfo, en julio de 1919.

Los acontecimientos allanaron el regreso de Venizelos a Atenas, que se verificó el 29 de mayo de 1917. Grecia, de nuevo unida, estaba ya coligada con la Entente y en guerra. Se movilizó al Ejército (en el que aún existían tensiones entre los partidarios de Constantino y los de Venizelos) y se lo envió a participar en la operaciones aliadas contra los Imperios Centrales en el frente macedonio.

### El frente macedonio
En el otoño de 1918, Grecia era el país con mayor número de soldados en el Ejército aliado del frente macedonio, trescientos mil La participación griega en este frente les permitió por fin a los Aliados gozar de ventaja numérica frente al enemigo, ventaja que permitió acabar con el estancamiento militar en el que este se hallaba. El 14 de septiembre, un ejército conjunto formado por unidades griegas, serbias, francesas y británicas al mando del general francés Franchet d'Espèrey emprendieron una gran ofensiva contra las posiciones búlgaro-alemanas. Tras el primer choque importante, la batalla de Skra-di-Legen, los búlgaros abandonaron sus posiciones y comenzaron a retirarse hacia Bulgaria. El 29 del mes, Bulgaria firmó el armisticio con los Aliados. Las fuerzas aliadas prosiguieron su marcha hacia el norte y vencieron a las alemanas y austrohúngaras que trataron de impedirlo. Para octubre, los ejércitos aliados habían liberado toda Serbia y se aprestaban a penetrar en Hungría. La ofensiva no se llevó a cabo debido a la rendición del nuevo Gobierno húngaro en noviembre. La claudicación austrohúngaro selló la suerte de la guerra, ya que los alemanes carecían de reservas para evitar la invasión del imperio desde el sureste. La participación del Ejército griego en los combates del frente macedonio resultó de gran importancia para el curso de la contienda y le aseguró al país un puesto entre los vencedores en la Conferencia de Paz de París, cuya delegación encabezó el propio Venizelos